# Освета (филм из 1990)
Освета (енгл. Revenge) је крими драма из 1990. године коју је режирао Тони Скот. Главне улоге играју: Кевин Костнер, Ентони Квин и Мадлен Стоу.

## Радња
Мајкл Џеј Кокрен је пензионисани војни пилот. Напустио је службу да би живео у Мексику - живот пун авантура. Док је био у посети свом пријатељу Тиби Мендезу, Џеј се заљубљује у његову жену Миреју. Ако наставе са страшћу, то ће повлачити за собом огроман ризик, јер је Мендез моћни мафијашки бос, који држи сву околину у својој власти. Откривање љубави Џеја и Миреје, ставља их на ивицу између живота и смрти.
Снимак филма урања гледаоца дубоко у атмосферу Мексика и његових сурових обичаја. Ово је прича о снажном човеку, чији је циљ да пронађе љубав, која му је одузета и освети је.

## Улоге
| Глумац        | Улога                 |
| ------------- | --------------------- |
| Кевин Костнер | Мајкл Џ. „Џеј“ Кокран |
| Ентони Квин   | Тибурон „Тиби“ Мендез |
| Мадлен Стоу   | Миреја Мендез         |
| Мигел Ферер   | Амадор                |
| Џон Легвизамо | Игњацио               |
| Томас Милијан | Цезар                 |
| Џејмс Гамон   | Тексан                |
| Џеси Корти    | Медеро                |
| Сали Киркланд | рокерска звезда       |